# Arsenios Balaban
Arsenios Balaban (weltlicher Name Mark; † 1569, Polen-Litauen) war orthodoxer Bischof von Lwów (1549–1569).

## Leben
Arsenios Balaban wurde im Dezember 1548 zum Bischof von Lwów durch König Sigismund I. ernannt und 1549 eingeführt, gegen den Widerstand des katholischen Erzbischofs der Stadt. Im November 1549 wurde ihm auf Grund von grobem und nicht würdigen Verhalten das Patronat über das Mariä-Entschlafens-Kloster in Uniejów und das Onuphrios-Kloster in Lwów entzogen, womit alle Rechte an diesen Klöstern an die Bruderschaft von Lwów überging. In der Folgezeit versuchte er mit bewaffneten Angriffen, die Rechte zurückzugewinnen. Metropolit Makarios von Kiew entschied 1555 zu Gunsten der Bruderschaft.
1566 ließ er seinen Sohn Gedeon zum Nachfolger als Bischof einsetzen, amtierte selber aber noch bis zu seinem Tod 1569.
Arsenios Balaban gilt als Stammvater des Adelsgeschlechts Balaban, aus dem mehrere orthodoxe Geistliche in Polen-Litauen im 16. und 17. Jahrhundert hervorgingen.